# Jókull Búason
Jókull Búason (n. 978) fue un vikingo de Brautarholt, Kjósarsýsla en Islandia. Es uno de los personajes de la saga Kjalnesinga. Era hijo ilegítimo de Búi Andríðason y Friði Dófradóttir, hija del rey Dórfi de Drofafell, a quien sedujo y abandonó sin reconocer a Jókull que creció con sentimientos de abandono y desprecio hacia su madre y él mismo. Búi murió enfrentado a su propio hijo Jókull en un holmgang. Jókull también aparece como personaje principal de Jökuls þáttr Búasonar.